# Termas romanas de Badenweiler

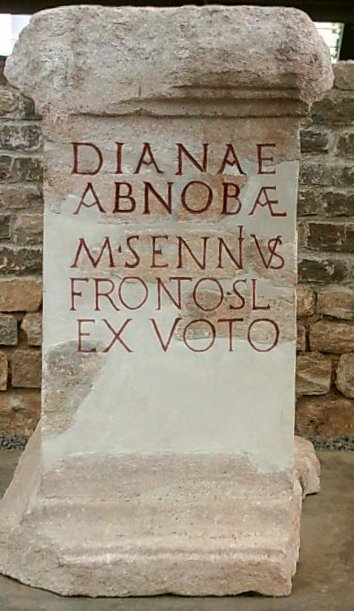
Altar dedicado à deusa Diana Abnoba

As Termas romanas de Badenweiler são as ruínas das termas romanas em Badenweiler, Alemanha.

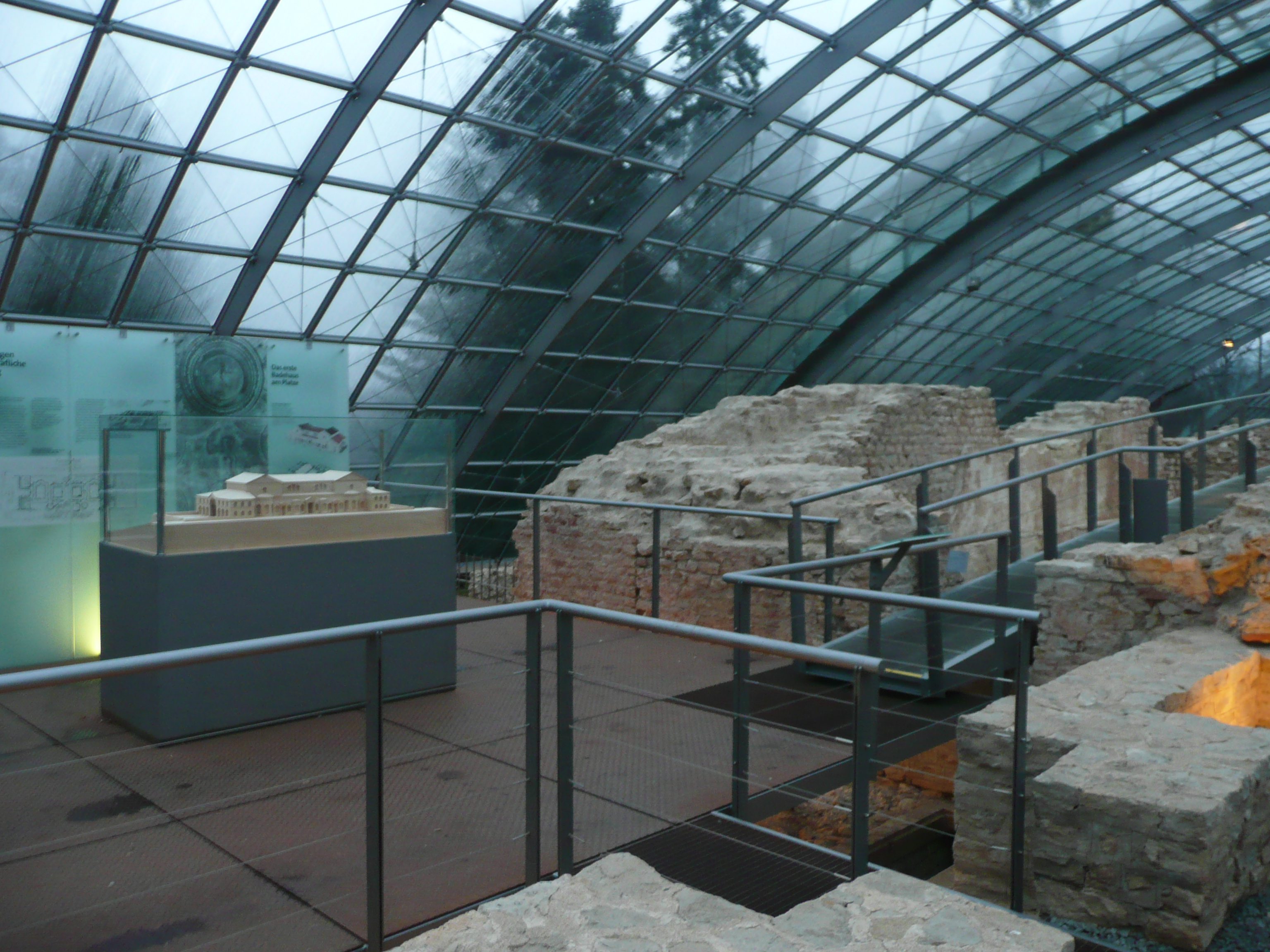
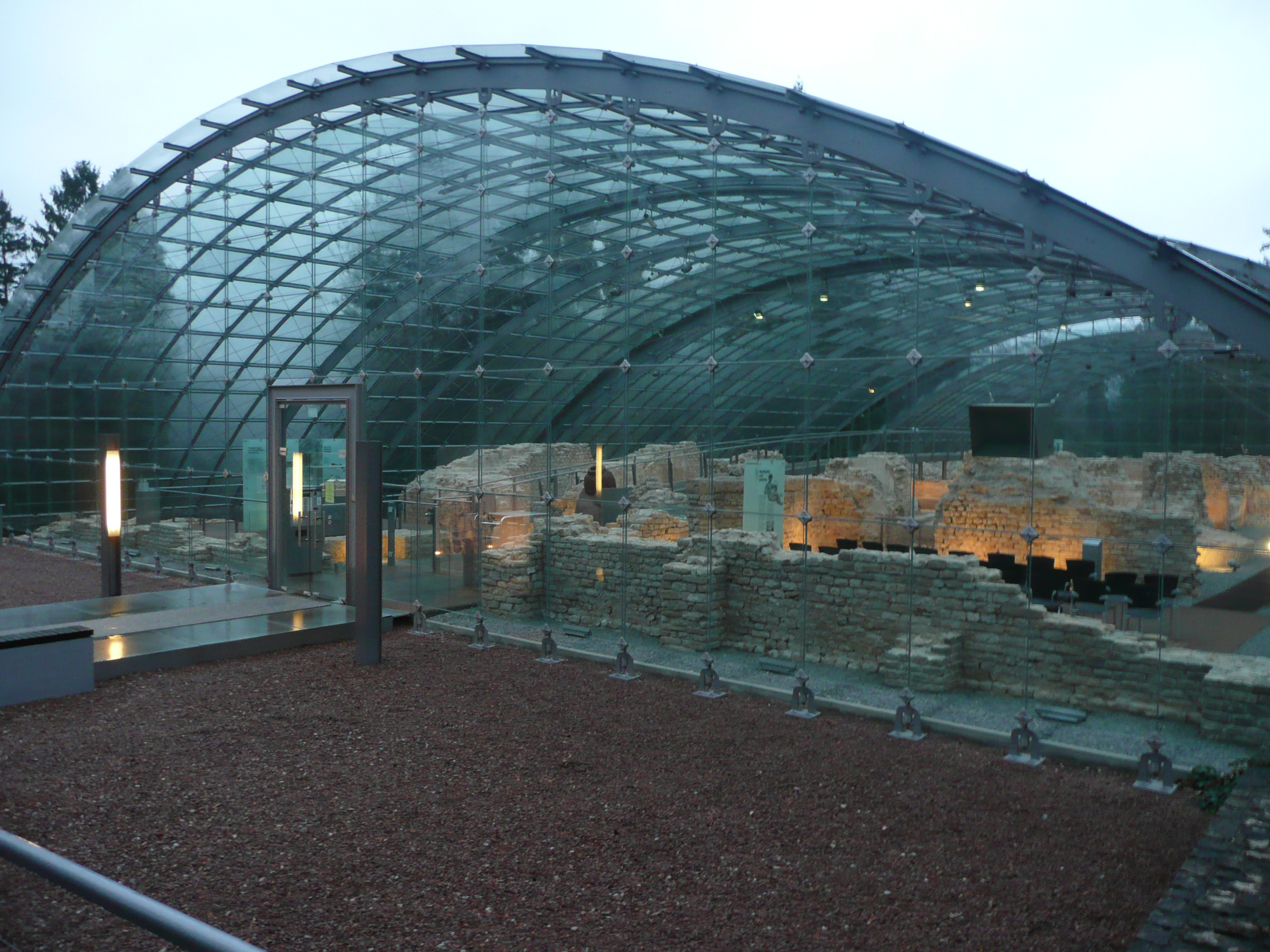
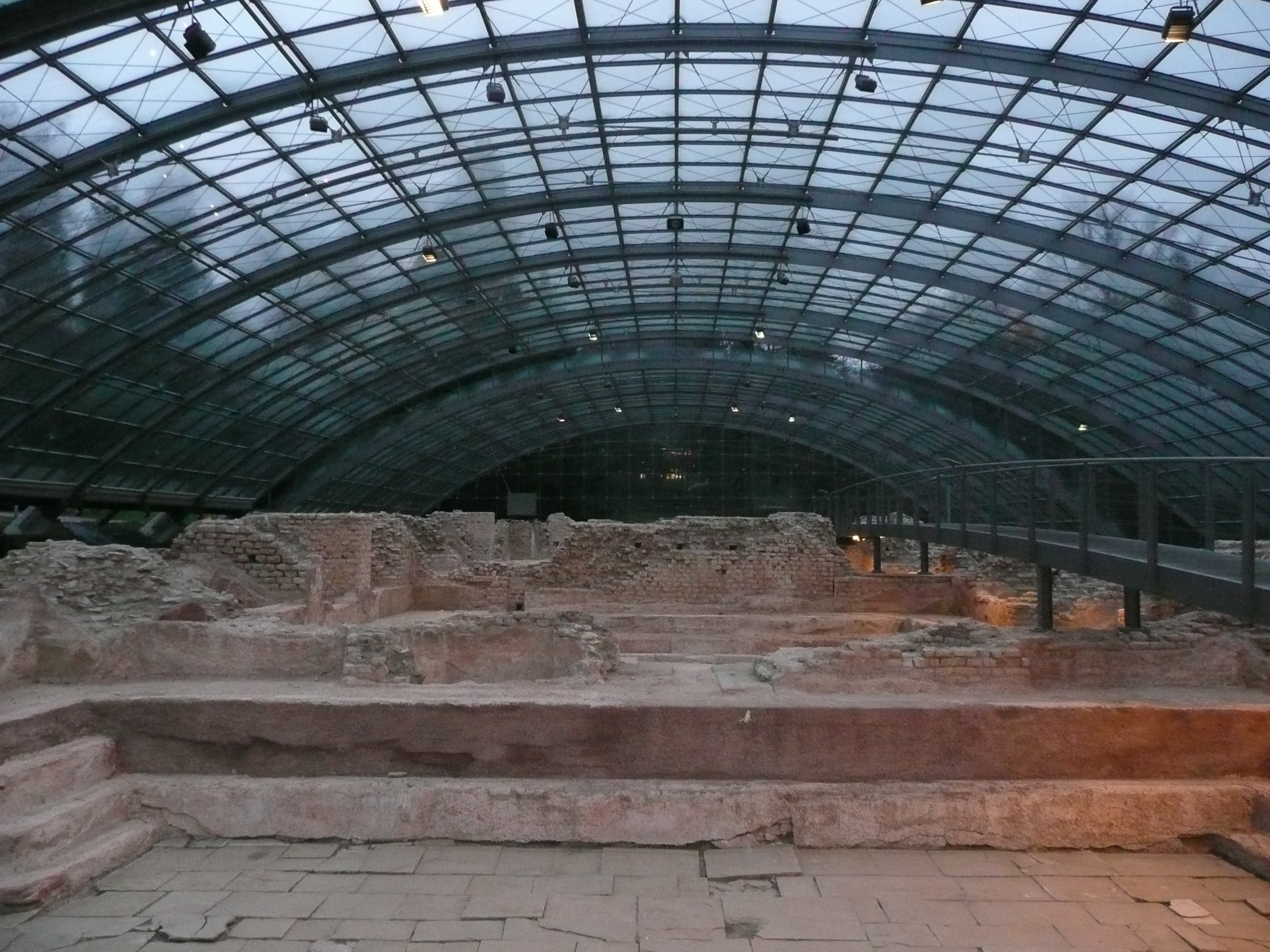
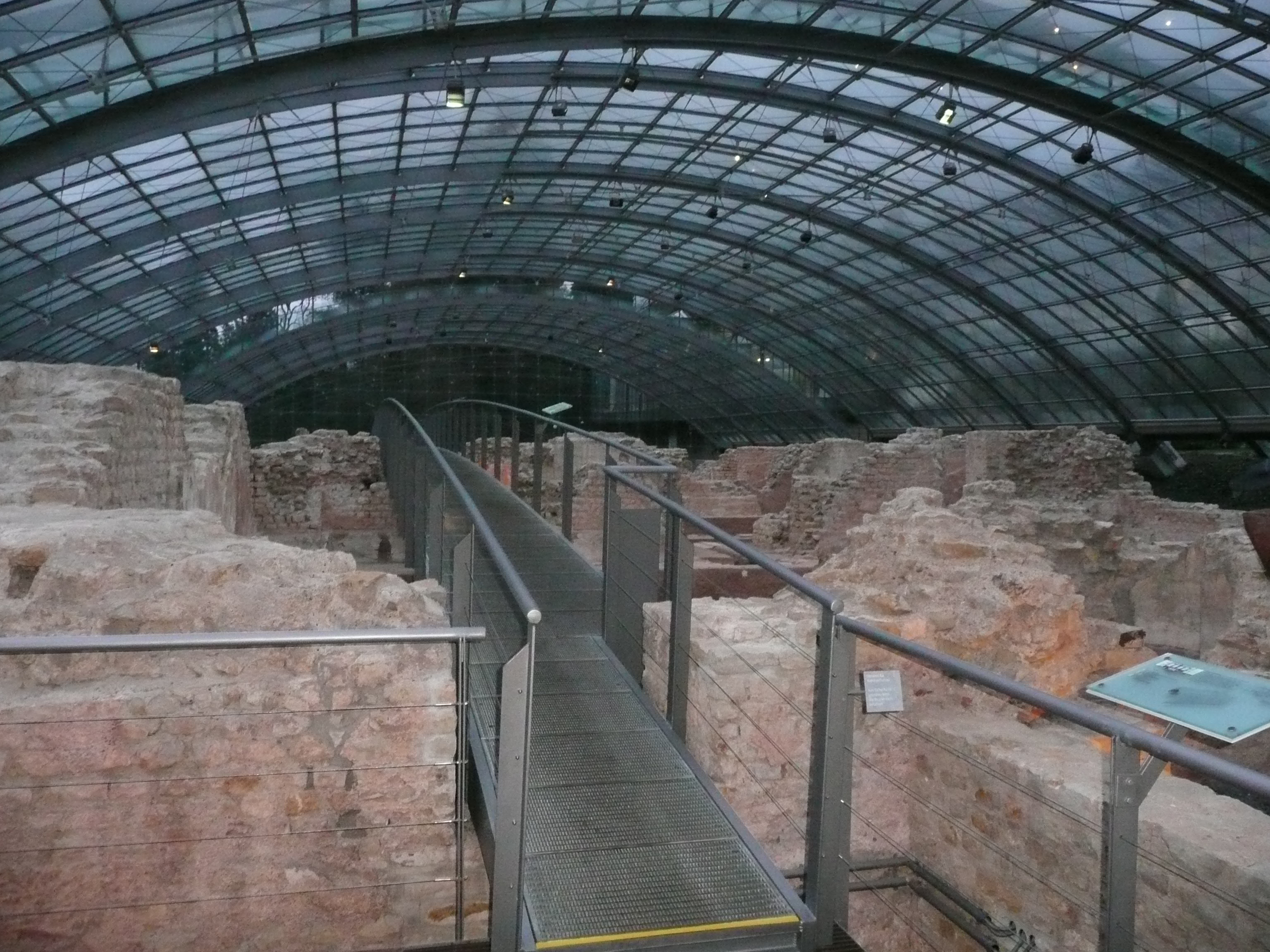
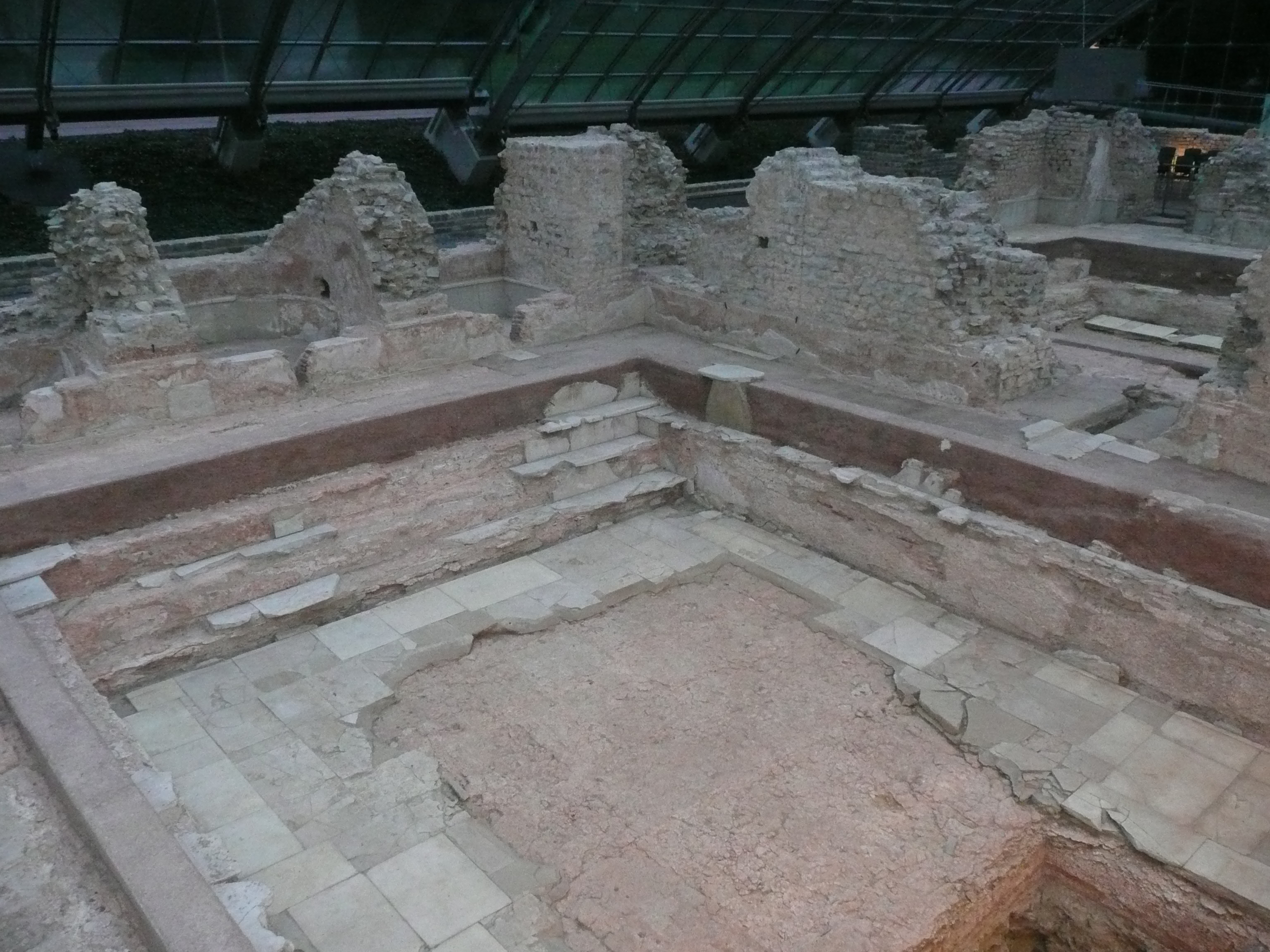
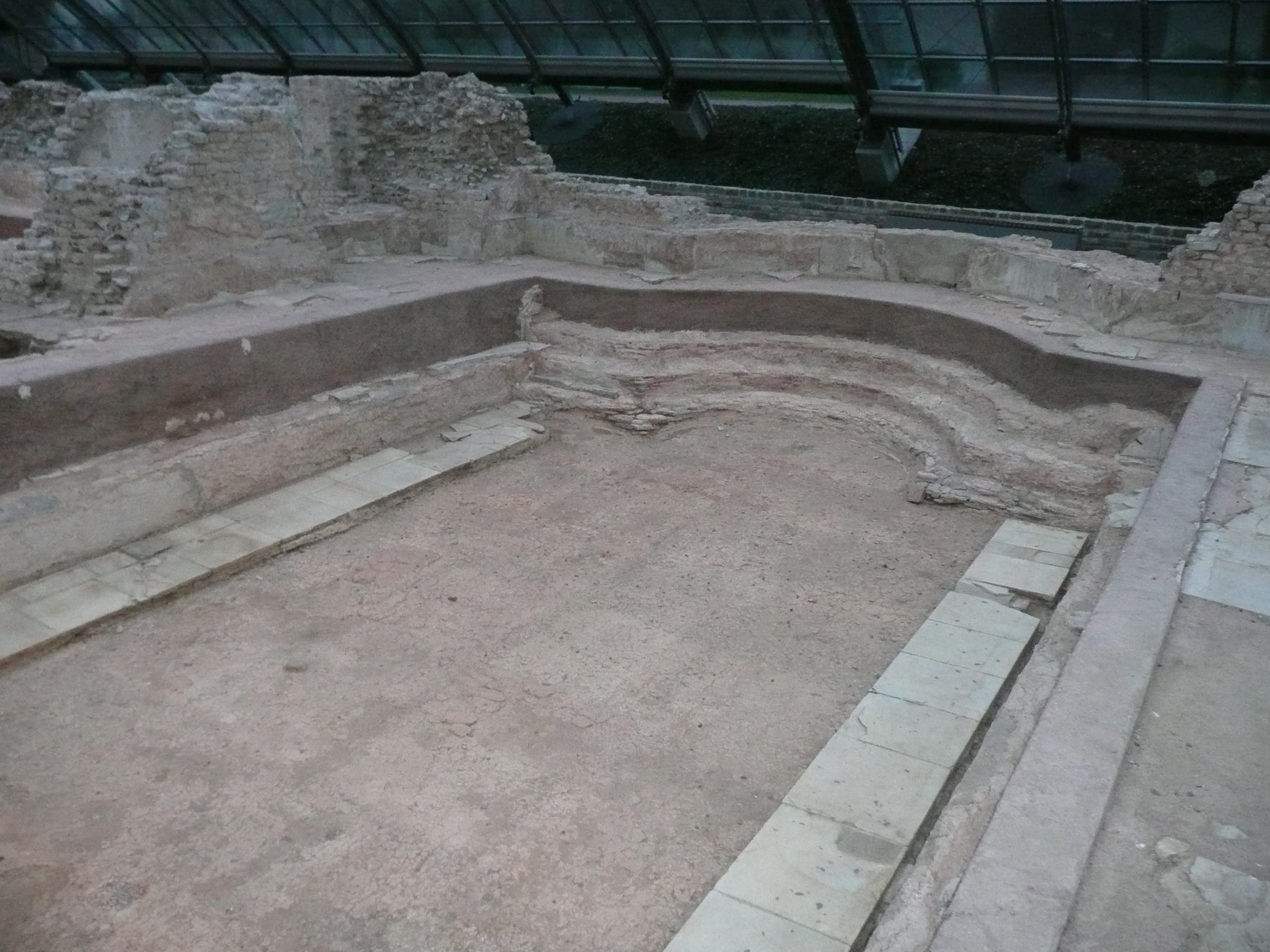

## Leitura
- Holger Sonnabend: Unter der Herrschaft der Caesaren (Sob o domínio dos Césares). 216 páginas. G. Braun Buchverlag 2012. ISBN 9783765084065. Páginas 171 - 172: Badenweiler. Termas romanas da classe luxo.
- Revista Conservação de Monumentos Baden-Württemberg, 3/2009, 10 de março 2009, páginas 134 - 139 d0 ano 2009 (páginas 7 - 13 do documento PDF): Descobertas 225 anos atrás e apresentadas debaixo de aço e vidro. As termas medicinais de Badenweiler.